# Tupolev Tu-128
Tupolev Tu-128 (NATO-rapporteringsnamn Fiddler) var ett sovjetiskt jaktflygplan optimerat för lång räckvidd och som användes för att försvara luftrummet över Sibirien och Arktis. Tu-128 är det största jaktflygplan som varit i aktiv tjänst.

## Bakgrund
Sovjetunionens nordgräns från Murmansk i väster till Berings sund i öster är 5000 km. Från Berings sund till Vladivostok är det ytterligare 3000 km. Att bevaka och försvara luftrummet över ett så enormt stort område med 1950-talets konventionella jaktflygplan som Jak-28P eller luftvärnsrobotar som S-75 Dvina hade varit en praktisk omöjlighet. Därför behövde Vojska PVO ett jaktplan med en operationsradie på minst 1000 km.
Ett flygplan av den storleken skulle inte ha en chans i en kurvstrid med andra jaktflygplan, men eftersom Sibirien till största delen ligger långt bort från potentiella fienders territorium skulle inga fientliga jaktplan kunna nå dit. Hotet bestod i stället av fientliga bombflygplan och för att möta dem behövdes bara tunga jaktrobotar och en kraftig radar.

## Historia
Utvecklingen började 1955 och utgick från bombplanet Tupolev Tu-98 (som även har stått modell för Tupolev Tu-22). Tanken var att jaktrobotarna skulle bäras i det interna bombutrymmet, men spännvidden på Bisnovat R-4-robotarna gjorde det opraktiskt. Prototypen Tu-28 flög första gången 1959 och visades upp offentligt 1961 på en flyguppvisning ovanför Tusjinoflygfältet utanför Moskva. Vid tillfället bar prototypen en stor gondol med testutrustning under buken vars syfte ledde till otaliga spekulationer bland analytiker från västvärlden. 1963 startade serieproduktion av det flygplan som nu bar beteckningen Tu-128 för att minska risken för förväxling med det samtida attackflygplanet Jak-28.
1979 genomfördes ett moderniseringsprogram där samtliga flygplan fick ny radar och uppgraderade robotar för att kunna verka mot mål på låg höjd. Tu-128 var kvar i tjänst till 1990 då de sista ersattes av MiG-31.

## Versioner
- Tu-28 Även kallad Tu-102. Prototyp baserad på Tu-98. Har endast två vapenbalkar och tydliga fenor under motorerna likt Su-24.
- Tu-128 Produktionsmodell med fyra vapenbalkar.
- Tu-128M Flygplan moderniserade på 1970-talet.
- Tu-128UT Skolflygplan med en extra förarkabin i stället för radar.